# Верхнеключевское

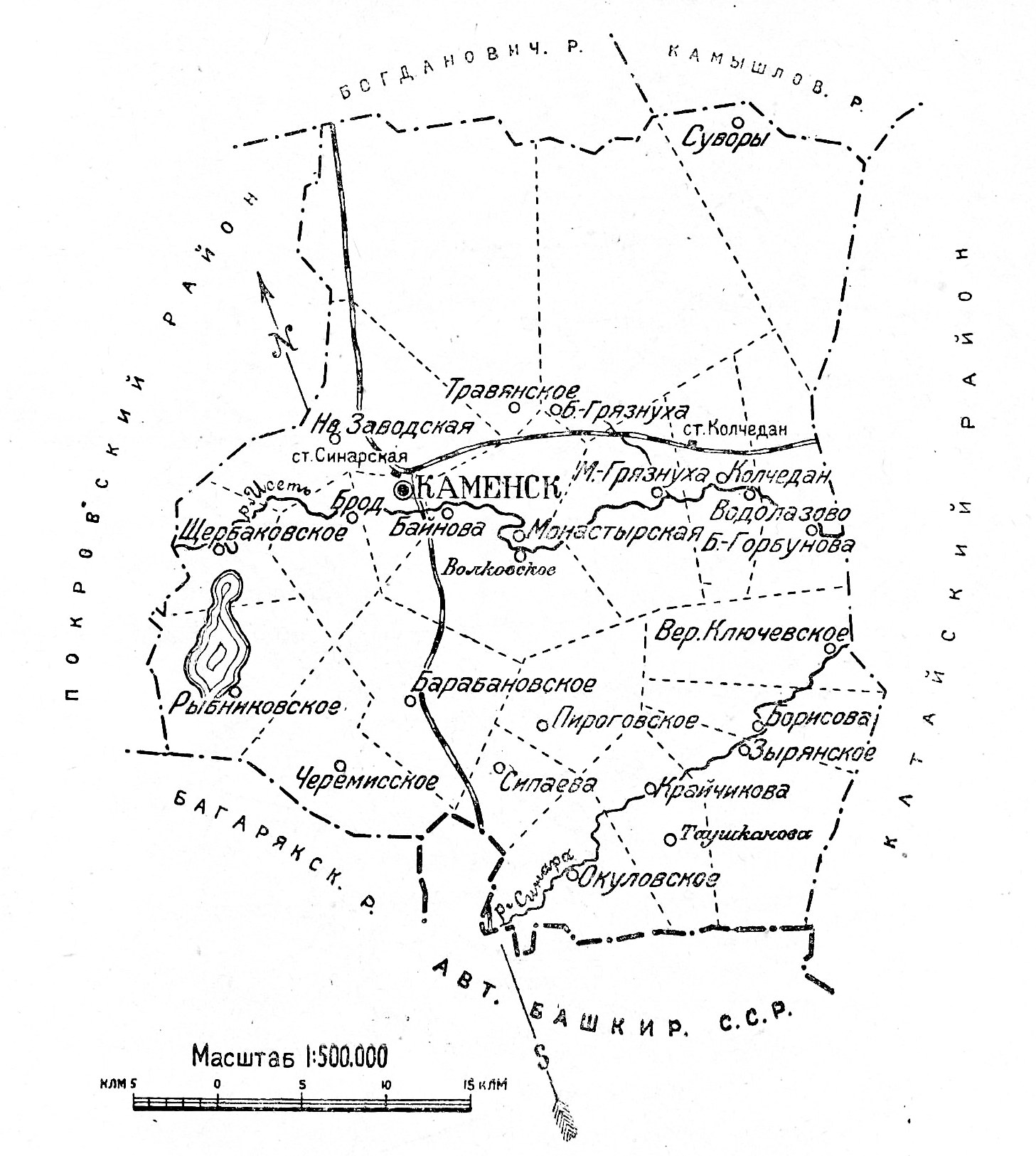
Верхнеключевское на схеме Каменского района; 1928 год.

Верхнеключевское — село в Катайском районе Курганской области, бывший административный центр Верхнеключевского сельсовета. Расположено на реке Синаре.

## География
Село Верхнеключевское расположено на левом берегу реки Синары (правого притока Исети), в нижнем течении, в 21 километре (в 30 километрах по автодороге) к западу от районного центра — города Катайска, в 215 километрах (в 248 километрах по автодороге) к северо-западу от областного центра — города Кургана, в 29 километрах (в 37 километрах по автодороге) к юго-востоку от города Каменска-Уральского.
Часовой пояс
Верхнеключевское находится в часовой зоне МСК+2. Смещение применяемого времени относительно UTC составляет +5:00.

## История
По преданию деревню основал Нефёд Парамонов. Зимой 1683 года он бежал с каторги, наткнулся на журчащий ключ и поставил рядом свой дом. Переписью 1719 года в Ключах зафиксированы три двора, но Парамоновых среди жителей деревни нет, нет их и в материалах II ревизии 1745 года.
В 1774 году в деревне Ключи было три или четыре дома. Жители деревни, сыновья Нефёда Парамонова Михаил, Василий и Иван Парамоновы принимали участие в Пугачёвском восстании, ездили бунтовать окрестное население.
До революции село Верхнеключевское входило в Зырянскую волость Камышловского уезда Пермской губернии.
В июле 1918 года установлена белогвардейская власть. В июле 1919 года установлена советская власть.
В 1919 году образован Верхключевский (позднее Верхнеключевской) сельсовет.
В советское время жители работали в колхозе «Октябрь». В 1961 году колхоз вошёл в состав молочного совхоза «Красные орлы».
Законом Курганской области от 29 сентября 2022 года был упразднён Верхнеключевской сельсовет, а село вошло в состав новообразованного Катайского муниципального округа.

## Церковь
31 января 1858 года по грамоте архиепископа Пермского Неофита, заложена деревянная однопрестольная церковь, купленная в селе Покровском Ирбитскаго уезда. Церковь освящена 10 января 1860 года, престол в ней — во имя Святителя Николая. В 1860 году образован Верх-Ключевский приход, до этого Ключи входили в Колчеданский приход. Здание не сохранилось.

## Школа
В 1894 году открыта школа. В 1896 году построили пятистен на 2 класса. В 1950 году в село перевезли добротное деревянное здание Даньковской начальной школы, которое было построено еще до революции, школа стала семилетней. В 1964 году школа стала восьмилетней. В 1965 году началось строительство нового 2-этажного кирпичного здания. А в 1966/67 учебном году был образован 9 класс, Верхнеключевская школа стала средней. 30 сентября 1970 года состоялось торжественное открытие нового здания школы. Ныне МКОУ «Верхнеключевская средняя общеобразовательная школа».

## Общественно-деловая зона
- Муниципальное учреждение культуры «Культурно-досуговое объединение Верхнеключевского сельсовета» (Школьная улица, 3).
- В 1975 году установлена металлическая стела, на которой прикреплен орден и надпись 1941—1945. Рядом расположена стена, на которой прикреплены плиты с фамилиями погибших в Великой Отечественной войне. Имеет ограждение[8].
- В 2012 году установлен памятный камень в честь 330-летнего юбилея основания поселения, идея создания памятника принадлежала учителю истории Верхнеключевской школы Людмиле Плотниковой[9].

## Население
| 1869 | 1904  | 1920  | 1926  | 1989 | 2002 | 2010 |
| ---- | ----- | ----- | ----- | ---- | ---- | ---- |
| 364  | ↗1307 | ↗1346 | ↗1434 | ↘929 | ↘716 | ↘568 |

Национальный состав
- По данным переписи населения 2002 года, в Верхнеключевском проживали 716 человек, из них русские составляли 84 %.
- По данным переписи 1926 года, в селе было 306 дворов с населением 1434 человека (684 мужчины и 750 женщин), все русские.[4]
- По данным на 1902 год, в Верх-Ключевском приходе (селе Верх-Ключевском, деревнях Даньковой и Бориной) жило 1840 человек (925 мужчин и 915 женщин). Все исключительно крестьяне, русские, православные, занимались хлебопашеством[6].

## Инфраструктура
| Список улиц | Список улиц | Список улиц   |
| #           | Тип         | Название      |
| ----------- | ----------- | ------------- |
| 1           | улица       | Набережная    |
| 2           | улица       | Восточная     |
| 3           | улица       | Красных Орлов |
| 4           | улица       | Гагарина      |
| 5           | улица       | Луговая       |
| 6           | улица       | Ленина        |
| 7           | улица       | Береговая     |
| 8           | переулок    | Аптечный      |
| 9           | переулок    | Синарский     |
| 10          | переулок    | Сливочный     |
| 11          | улица       | Юбилейная     |
| 12          | улица       | Советская     |
| 13          | улица       | Школьная      |
| 14          | переулок    | Голикова      |
| 15          | переулок    | Бажова        |
| 16          | улица       | К. Мяготина   |
| 17          | переулок    | П.Морозова    |
| 18          | переулок    | Октябрьский   |
| 19          | улица       | Овражная      |
| 20          | переулок    | Пушкина       |
| 21          | переулок    | М. Горького   |
| 22          | улица       | Лермонтова    |
| 23          | улица       | Суворова      |
| 24          | улица       | Полевая       |

## Известные уроженцы
В селе родился генерал-майор Михаил Васильевич Тумашев, участник Великой Отечественной войны, с 1942 по 1947 гг. — начальник Одесского пехотного училища им. К. Е. Ворошилова.